# Lösen (Bergbau)
Als Lösen oder Lösung bezeichnete man im Bergbau das Abführen des Grubenwassers oder der Abwetter aus dem Grubenfeld. Der Begriff „Lösen“ bedeutete im frühen Bergbau, einem Gebäude mit Schächten und Stolln zur „Hülfe“ kommen.

## Anwendung
Im frühen Stollenbergbau war es oftmals nicht möglich, dass ein einzelnes Bergwerk seine Grubenwässer selbst ableitete. Die Lösung, also das Ableiten, dieser Wässer übernahmen dann andere Bergwerke oder extra dafür angelegte Erbstollen. Meistens dienten diese Stollen dann auch zur Ableitung der Abwetter. Auch das Erschließen einer Lagerstätte wurde als Lösung bezeichnet.
Heute bezeichnet der Bergmann als Lösen die während der Sedimentation des Gesteins entstandenen Trennflächen zwischen Gebirgsschichten untereinander oder zwischen den Gebirgsschichten und der Lagerstätte. Durch diese Lösen können sich, insbesondere bei geneigter Lagerung, durch das Eindringen von Feuchtigkeit sogenannte Schmierpacken bilden. Außerdem kann es dadurch zum Abschieben der Gebirgsschichten in Richtung des Einfallens kommen. Im Kali- und Salzbergbau bezeichnet man sich plattenförmig ablösendes Salzgestein im Firstbereich als Löser.